# Terweł (miasto)
Terweł (bułg. Тервел) – miasto w Bułgarii, w obwodzie Dobricz, centrum administracyjne gminy Terweł. Według danych szacunkowych Ujednoliconego Systemu Ewidencji Ludności oraz Usług Administracyjnych dla Ludności, 15 grudnia 2018 roku miejscowość liczyła 6572 mieszkańców. Miasto w 1942 roku zostało nazwane na cześć bułgarskiego chana Terweła.